# لوون خالاتیان
لوون آرتاوازدی خالاتیان (ارمنی: Լևոն Արտավազդի Խալաթյան؛ زاده ۲۱ دسامبر ۱۹۲۲ - درگذشته ۸ آوریل ۱۹۸۴) تئاترشناس و کارشناس علوم پرورشی اهل ارمنستان بود. وی بین سال‌های - تا - میلادی فعالیت می‌کرد.

## زندگی‌نامه
وی در ۲۱ دسامبر ۱۹۲۲ در آلکساندراپول در به دنیا آمد و از انستیتو دولتی هنری و نمایشی ایروان (۱۹۵۲) فارغ‌التحصیل گشت.  وی همچنین برنده جوایزی همچون چهره هنری شایسته ارمنستان شوروی (۱۹۸۰) شد. وی در ۸ آوریل ۱۹۸۴ در سن ۶۱ سالگی در ایروان درگذشت.